# Медіасистема Бразилії

Прапор Бразилії

Бразилія є найвпливовішою країною Південної Америки. Вона має потужну економіку і являє собою одну з найпотужніших демократій у світі.
Та й бразильський медіаринок - мабуть, найбільший на південноамериканському континенті. У країні діють тисячі радіостанцій і сотні телеканалів, у великих кількостях видаються газети і журнали, набирає обертів і сегмент Інтернету.
У Бразилії майже 90% всієї газетно-журнальної продукції зосереджено в руках кількох об'єднань. Такі провідні газети, як «Глобу», «Жорнал ду Бразил», «Естаду ді Сан-Паулу», «Фольяді Сан-Паулу», наприклад, відбивають інтереси великих промисловців, клерикалів, правих кіл.
У країні є всім відома «медіаеліта» - власники цілих конгломератів, що займаються сферою медіа. Ці національні корпорації, в тому числі сама процвітаюча з них - «Глобу» (Globo), - домінують на ринку ЗМІ, володіючи радіо і телевізійними мережами, а також безліччю газет і платних телеканалів одночасно.
Популярні бразильські серіали, здебільшого вироблені тим же лідером Globo, експортуються в багато країн світу. Великим глядацьким попитом також користуються ігрові програми і такий жанр, як реаліті-шоу.
Конституція Бразилії не так давно стала гарантувати свободу друку. Тому гостра полеміка на злободенні політичні та соціальні теми в ЗМІ тепер стали звичайним явищем.

## Друковані видання
На пресу - другий за значенням рекламоносій (після ТБ) - припадає не більше чверті медіа рекламного ринку. Преса відіграє важливу роль, хоча і читання газет і журналів більше властиво освіченої частині бразильців (еліті), особливо чоловічої статі. Ось чому масова преса поширюється, як правило, у вигляді спортивних газет або в вигляді популярної в країні безкоштовної преси. Але позитивна тенденція полягає в тому, що відбувається поступове зростання грамотності населення.
Слід враховувати і те, що більшість газет в Бразилії виросли з місцевих і регіональних, так що вони залишаються важливим джерелом місцевих новин. До того ж, вони в основному належать найбільш впливовим у регіоні сім'ям (Фріас, Чивита, Марино) або співтовариствам - і, відповідно, служать їх рупором.
Провідними друкованими виданнями в Бразилії є:
- «Діа» (O Dia) - щоденна газета Ріо-де-Жанейро;
- «Коррейа Бразілінсе» (Correio Braziliense) - впливова щоденна газета;
- «Глобу» (O Globo) - щоденна газета, яка належить групі Globo;
- «Журнал ду Бразіл» (Jornal de Brasil) – щоденна газета Ріо;
- «Фолья ді Сан-Паулу» (Folha de Sao Paulo) – щоденна газета Сан-Паулу;
- «Эстаду ді Сан-Паулу» (Estado de Sao Paolo) – щоденна газета Сан-Паулу.

Журнали, як і в інших країнах, зберігають значимість як специфічний інструмент маркетингової комунікації, особливо «якісної аудиторією». Сегмент журналів в Бразилії дуже розвинений: понад 1700 журналів, серед яких тільки жіночих - 150. 
Середній обсяг тиражу щоденного випуску друкованих видань в Бразилії (газет і журналів) - 4,52 млн. При цьому в країні випускається лише 7 федеральних друкованих видань: Jornal de Brasilia, Jornal Alo Brasilia, Brasilia em Dia, Fatorama Brasilia, Jornal da Comunidade, Tribuna do Brasil і Jornal Coletivo.

## Радіомовлення
Цікаво, що найпершим кроком бразильського медіа магната Роберту Марино, який тільки починав будувати свою медіа імперію Globo, стало створення мережі новинних радіостанцій: так з'явилися Radio Globo і Radio CBN.
На загальному медіаринку і ринку реклами частка радіо тримається стабільно (4-5%). Зараз також активно впроваджується цифрове мовлення. У 2006 році створено Альянс цифрового радіо. І тепер цифрове мовлення ведуть такі станції, як Sistema Globo de Radio, RBS, Bandeirantes, Band News FM, Alpha, молодіжна 89 FM. Через розмірів країни ринок радіо не дуже вивчений: з близько 4 тисяч радіостанцій, приблизно 40% професійних (з рекламним фінансуванням), інші політичні або релігійні.
Ось головні радіомовні мережі країни:
- «Радіу Насионал» (Radio Nacional) - мовлення державної компанії «Радіубраз» на середніх хвилях і FM;
- «Радіу Глобу» (Radio Globo) - комерційна мережа корпорації Globo;
- «Радіу Ельдорадо» (Radio Eldorado) - дочірня компанія газетного видавництва «Естаду де Сан-Паулу», веде новинний канал на середніх хвилях і музичний канал на FM;
- «Радіу Бандейрантеш» (Radio Bandeirantes) - радіомовна мережа невеликої корпорації «Груп Бандейрантеш»;
- «Радіу Культура» (Radio Cultura) - громадська мережа програм про культуру.

На жаль, в Бразилії і раніше гостро стоїть проблема розшарування на бідних і багатих. Важкими соціальними умовами відрізняються найбільші міста країни - Ріо-де-Жанейро і Сан-Паулу. Вони оточені кварталами нетрів - їх називають фавелами, - в яких проживає майже третина населення цих мегаполісів. Тому виникла необхідність створення радіостанцій на кшталт радіо Radio Favela.
Це FM-радіостанція, що веде мовлення з Белу-Орізонті. В ефірі вона з 1981 року. Мовлення ведеться з фавели Носса-Сеньйора-ді-Фатіма (Пресвята Діва Фатіми Nossa Senhora de Fátima) району Серра Белу-Орізонті. У перші роки мовлення радіостанція вважалася піратської і, попри переслідування з боку влади. В даний час має офіційний статус, підпадає під дію федерального закону про суспільне радіомовлення.

## Телебачення та телекомунікаційні мережі
Телебачення в Бразилії розпочало діяльність в 1950 році з запуском до теперішнього часу телевізійного каналу Rede Tupi, який припинив своє існування. З тих пір, телебачення Бразилії значно покращилося, ставши однією з найбільших і найбільш продуктивних комерційних телевізійних систем в світі. 
Найбільша мережа - Globo, є четвертою за величиною комерційної мережею в світі і однією з найбільших телевізійних експортерів по всьому світу.
Проблема аудіовізуальної концентрації власності ЗМІ, дещо гостріша в цій країні ніж в США. Згідно з дослідженням Донос та Мідіа, компанія Globo управляє 340 телевізійними станціями, більше ніж SBT і Record Rede. Це пояснюється тим, що Телебачення в країні було розпочато приватним сектором. Перша національна мережа громадського телебачення TV Brazil була розгорнута тільки в 2007-му, і в той же день в країні було вперше введено цифрове ТБ, спочатку охоплювало міста Бразиліа, Ріо, Сальвадор, Сан-Луїс і Сан-Паулу.
Телекомпанія Globo була заснована в 1962 році із залученням американського капіталу і, почавши мовлення в 1964-му, досить швидко стала найбільшою на ринку (майже 100% технічного охоплення бразильської аудиторії - до 80 млн. глядачів в день, а також 74% частка в прайм -тайм, за даними 2007 року).
Уряд багато зробив для розвитку ТБ взагалі: зокрема, субсидіювала покупку телевізорів. А видача ліцензій на мовлення, повністю залежачи від диктаторів під час військового режиму, визначалася і особистими відносинами.
Багато в чому завдяки адміністративному ресурсу медіагрупа і телекомунікаційна компанія Globo вже до 1970 років далеко відірвалася від конкурентів. Тільки в цей час уряд став приймати певні заходи з відтворення конкуренції в медіа. Монополія в ЗМІ стала представляти деяку небезпеку, адже - на відміну від багатьох інших країн - військова диктатура в Бразилії трималася на окремих харизматичних лідерах.
Виходить, що однією з найважливіших складових успіху знаменитого Globo є державна підтримка: як власник провідних бразильських медіа, причому, ряд, який входить в групу ЗМІ належать безпосередньо політикам, Globo традиційно активно користується урядовою допомогою для розвитку своїх комунікацій, особливо ТБ. Надалі під час президентських кампаній група хоч і підтримувала окремих кандидатів, але намагалася триматися поміркованої позиції, приділяючи увагу актуальним питанням і роблячи акцент на популярному і розважальному мовленні.
Значну частку телеефіру Globo (до 80%) складають програми власного виробництва, особливо багато проводиться і випускається телесеріалів (студія Projac). У 2004 році медіагрупа Марино навіть увійшла до Книги Гіннеса: у виробництві одночасно перебували 1705 різних серій. Серіали (або теленовели) - візитна картка Globo, причому, в виробництво вкладаються порівняно великі кошти. А недавно «мильна» компанія зайнялася і спільним виробництвом серіалів: з Telemundo (америк. NBC), Azteca (Мексика), SIC (Португалія).
Globo належить і міжнародна телекомпанія TV Globo Internacional (охоплює 5,5 млн. Глядачів в 115 країнах, в тому числі 550 тис. передплатників). Поширення цієї компанії постійно зростає. До того ж, вона віщає на платформах місцевих операторів (кабельне, супутникове, IPTV). Globo TV Sports продає права на трансляції бразильських змагань в 125 країн світу.
Ось і інші не менш важливі складові бразильського ТБ:
- «ТВ Банд» (TV Band) - комерційна мережа невеликої корпорації «Груп Бандейрантеш»;
- «Реде Глобу» (Rede Globo) - велика комерційна телевізійна мережа гіганта Globo;
- «Система Бразилейро ді телевізао» (Sistema Brasileiro de Televisao) - велика комерційна телевізійна мережа;
- «ТВ Рекорд» (Rede Record) - велика комерційна телевізійна мережа;
- «НБР» (NBR) - мовлення державної компанії «Радіубраз»;
- «Реде ТВ» (Rede TV) - комерційна мережа;
- «ТВ Культура» (TV Cultura) - громадська мережа культурного і освітнього телемовлення.

Телекомунікації Бразилії (в кількісному відношенні):
- телефонних ліній - 41,4 млн. гривень на 2009 році,
- мобільних телефонів - 173,9 млн. штук на 2009 році,
- телевізійні станцій - 138 в 1997 році,
- радіостанцій в 1999 році:

• AM - 1365,   • FM - 296,   • короткохвильових - 161,
- користувачів Інтернету - 50 млн. На березень 2008 року (26,1% населення).

## Кіно та розваги
Студія Projac, про яку вже йшлося вище, є найбільшою в Латинській Америці - її називають Голлівудом в Сан-Паулу. Основне кіно- і телевиробнитство відбувається саме там. Нарівні з теленовелами в Projac займаються і зйомками кінофільмів.
Серіали історично прозвали «мильними операми», головним чином, тому, що вони призначалися в більшій мірі домогосподаркам, що сидять на дивані перед екраном і в перервах між серіями (і на рекламах) зайняті прибиранням в будинку  Ось чому в телесеріали, а потім і в кінопродукцію стали потихеньку впроваджувати рекламу різних миючих засобів. До того ж, спочатку(за допомогою миючих засобів), коли теленовели тільки запускали в ефір телеканалів Бразилії, більшість населення були не знайомі з правилами гігієни. Тому рекламодавці не тільки в рекламних паузах, а й в самих серіалах намагалися акцентувати увагу на тому, як слід вмиватися і чистити зуби (це не тільки product placement, кажучи сучасною мовою, а й просвітницька функція). Це стосується і кіно.
Ще в Ріо-де-Жанейро є великий розважальний парк Globoworld. На нього трохи схожий і інший парк розваг в околицях Ріо - «Терра-Енкатада» (Terra Encatada). Це всілякі атракціони, в тому числі американські гірки, «килим-літак», «торнадо» і т.п., які збирають мільйони туристів щороку. Перший, правда, набагато більше за розмірами і являє собою бразильський аналог Disneyland.
У світі Бразилію поважають, в першу чергу, за високі досягнення в області футболу. А прикладом вкладу країни у світову культуру можуть служити автор класичних музичних творів Ейтор Вілла-Лобос і Антоніо-Карлос Жобім, яких обожнюють любителі босанови. Також відомий бразильський музичний жанр африканського походження, який вважається одним з основних проявів національної культури країни. Під сучасним поняттям «самба» мається на увазі міський музичний жанр Ріо-де-Жанейро,в тому числі Міська самба каріока (каріока - так називають себе місцеві жителі Ріо). В країні відкрито безліч різних професійних шкіл самби. Але популярний танець самба - не єдине прояв танцювальної масової культури Бразилії. Серед найзнаменитіших шкіл танцю - балет «Стажіум» (Stagium) і «Група корп» (Grupo Corpo). Ще широко відомі бразильські школи капоейри - бразильське національне бойове мистецтво, що поєднує в собі елементи танцю, акробатики, гри, і супроводжується національною бразильською музикою. Школи капоейри зараз об'єднують десятки тисяч людей по всьому світу. Регулярно проводяться фестивалі, семінари.
Варто обов'язково сказати про такий важливий і яскравому сегменті в індустрії розваг і культурного життя Бразилії, як карнавал. Це щорічний фестиваль, який проводиться за сорок днів до Великодня і відзначає початок Великого посту. Бразильський карнавал є найбільшим народним святом країни і має деякі відмінності від карнавалів як в Європі, так і в інших країнах Латинської Америки. Крім того, існують регіональні варіації карнавалу в самій Бразилії. За масштабами і масовістю найбільшим і найважливішим вважається карнавал в Ріо-де-Жанейро. Під час нього місцеві каріоки намагаються виїхати з міста і дивитися дійство (парад шкіл самби) по ТБ, на самому карнавалі присутні в основному туристи з усіх кінців світу. З Ріо традиція карнавальних парадів шкіл самби дуже скоро поширилася на інші міста і особливо прижилася в Сан-Паулу.

## Соціальні мережі
Рейтинг 10 топових соціальних мереж серед бразильського населення:
1.  Facebook - лідер за популярністю (68%). Відносно до всіх попередніх у яких% не доходили і до одиниці 1%, Facebook просто непереможний лідер.
2. Youtube - шалена популярність (21%).
3. Twitter. Став супер популярним в Бразилії, коли зірки, атлети, політики, спортсмени підключилися до його використання.
4. Ask.fm - соціальна мережа питань-відповідей, переважна аудиторія від 12 до 18 років.
5. Yahoo (answers) Brasil.
6. Instagram. Багато бразильських знаменитостей живуть в Інстаграмі.
7. Orkut (вже віджив своє) - можна сказати що це відгалуження Гугл, засноване в 2004 р, назва Оркут отримав на честь турецького інженера працював над цим проектом в компанії Гугл в той час. У 2014 Оркут виповнилося 10 років і на даний момент його за фактом більше немає, він був реорганізований.
8. Badoo - соціальна мережа утворена в 2006 році російським підприємцем Андрієм Андріївим і управляється з Лондона.
9.  чат UOL.
10. На останньому місці стоїть Гугл Плюс (google plus).

## Інформаційні агенції
У Бразилії діють кілька інформаційних агентств. Ось найголовніші серед них:
- «Аженсія Бразил» (Agencia Brazil) - державне інформаційне агентство, створене в 1979 році. Воно є провідним постачальником новин в країні. Сьогодні його штат складає більше 700 співробітників.
- «Аженсія Глобу» (Agencia O Globo) - приватне інформагентство. Не важко здогадатися, що воно належить великій бразильській медіакорпорації Globo. Завдяки своєму більш ніж 30-річному досвіду роботи з новинами в Бразилії і в світі агентству з успіхом вдається поширювати репортажі, фотографії, статті та ексклюзивні інтерв'ю, взяті у тому числі і з провідної газети корпорації - O Globo, - а також з видання Extra і не тільки. До того ж, агентство щодня забезпечує громадськість новинами (близько 300 в день) від кожного кореспондентського бюро і редакцій, розташованих по всій країні і далеко за її межами. Причому, ця інформація не тільки суспільно-політична, але і спеціальна - фінансово-економічна для підприємств і держустанов, для Інтернет-компаній і т.д. Завдяки громадському визнанню за високу якість і достовірність інформації, що поставляється агентство має широке коло бізнес-партнерів у всіх штатах Бразилії, тому воно також готує і поширює спеціальні репортажі, колонки, фото і інфографіку для більш ніж 100 бразильських видань (газет і журналів), телеканалів та Інтернет -ЗМІ. А міжнародне партнерство включає в себе, головним чином, такі відомі агентства новин, як EFE і France-Presse (AFP).
- «Аженсія Естаду» - ще одне невелике приватне інформагентство, яке базується в Сан-Паулу.

## Журналістські союзи
У Ріо-де-Жанейро - де до 1986 року перебувала штаб-квартира, пізніше переведена в столицю країни - з 17 серпня 1979 року створена Національна асоціація журналістів Бразилії (ANJ). Це громадська організація, метою якої не є отримання будь-якого прибутку. Вона була заснована 107 журналістськими компаніями і тепер відкрита (асоціативне членство) для бразильських видавців щоденних і підписних газет, що виходять  португальською мовою не менше трьох років. Натомість організація дає журналістам, наприклад, юридичну та політичну підтримку в питаннях, що стосуються свободи слова, представляє інтереси своїх членів у виконавчих, законодавчих та судових органах влади, допомагає в проведенні досліджень (скажімо, розвитку технологій і маркетингу) і статистичного аналізу, готує кваліфікованих фахівців для газетного бізнесу, сприяє в здійсненні програми «Газета в освітньому процесі» (Journal na Educacio) і організовує зустрічі, конгреси, семінари для своїх і іноземних журналістов. Ця професійна організація - наймасштабніша і найвпливовіша в Бразилії.
Також існують, наприклад, Міжамериканська асоціація радіомовників і Міжамериканське суспільство друку, друге пізніше розкололося, і замість нього влаштувалася Латиноамериканська Федерація журналістів, яка, в свою чергу, поступово входила до складу Міжнародної організації журналістів (зараз це Міжнародна федерація журналістів).

## Журналістська освіта
Найбільшим і найпрестижнішим університетом в країні по праву вважається Університет Сан-Паулу (Universidade de São Paulo), заснований в 1934 році. Тут студенти можуть вибирати з 40 різних навчально-дослідних підрозділів. Також цікаво, що серед об'єктів університету є 4 заклади охорони здоров'я, 4 музеї, 44 бібліотеки та власний великий і сучасний кінотеатр. У цьому Університеті, звичайно, відкрито і підрозділ, на якому готують майбутніх журналістів. Спеціальність «Журналістика» тут представлена як навчальна програма з соціальних комунікацій (передбачені денні і вечірні відділення). Щоб успішно пройти випробування (скласти іспити) і вступити сюди, абітурієнтам настійно рекомендується закінчити спеціальну середню школу, відому як Школа зв'язку та мистецтв при Університеті Сан-Паулу (Escola de comunicacoes e artes Universidade de São Paulo). Вже потім, поступово в Університеті, студентам читають лекції, наприклад, по теорії комунікацій, історії політичних вчень, основ економіки, філософської думки, етики, управління бізнесом, документалістиці, фото-, радіо-, тележурналістики і нових медіа.
У Бразилії, до того ж, є громадські та приватні коледжі та університети. Громадські освітні установи поділяються на підтримувані Федеральним урядом (більшість), штатами (деякі) і муніципалітетами (далеко не всі). Навчання в громадських вузах повністю безкоштовно, житло надається дуже рідко, зазвичай для студентів, які приїжджають з інших міст, книги й інший навчальний матеріал не надаються, а харчування, як правило, субсидується.
Через федерального фінансування громадські університети, в основному, краще, ніж приватні.
Якщо абстрагуватися від тієї журналістики, яку сьогодні викладають в Університеті Сан-Паулу, то варто сказати, що саме по собі медіаосвітня рух прийшов до Латинської Америки лише в кінці 70-х - початку 80-х років ХХ століття. Але вже в кінці 90-х можна було говорити про його значний прогрес.
І ось в даний час в Латинській Америці налічується вже понад 40 різних організацій, що займаються медіаосвіти. Тепер до цього процесу все частіше підключаються телеканали (просвітницькі): TV Culture (Сан-Паулу), Futura Channel (Ріо-де-Жанейро). Медіаосвіта зараз активно освоює і Інтернет.
У Бразилії медіа освіта інтегрована в освітні стандарти і обов'язкові програми шкільного навчання з 1 по 12 класи.Тільки процес реальної медіа освіти в бразильських школах (в країні працюють 45 тис. Державних і 10 тис. Приватних шкіл) поки протікає досить повільно. Може, через те, що педагоги за звичкою вважають, що медіа - це, перш за все, розвага.
Все ж основне завдання сучасної медіа освіти педагоги Бразилії і багатьох інших країн Латинської Америки бачать в тому, щоб розвивати критичне мислення учнів по відношенню до медіа текстів різних видів - в області преси, ТБ, радіо, кіно, Інтернету і тд. - і навчити їх створювати власні медіа тексти на основі отриманих знань про технічні ЗМІ. Передбачається також, що медіа грамотності школярі та студенти зможуть краще проявити себе як громадяни демократичного суспільства.
Цікаво, що медіа освітні програми в тому ж Університеті Сан-Паулу здійснюються під чуйним керівництвом професора факультету комунікації і освіти, доктора наук Исмара Де Олівейра Суареса. Він - один з розробників програми CAAP ( «Всесвітній комунікаційний альянс»), яка об'єднала учнів з Бразилії, Аргентини, Індії, Венесуели, США та інших країн. Тепер Суарес очолює цей альянс. Особливість програми CAAP полягає в тому, що вона здійснюється через Інтернет і розрахована на розвиток умінь школярів в області медіакультури (дослідження на мультимедійні матеріали, відеоконференції, створення і аналіз медіа текстів, особливо мережевих і не тільки).
Окремої згадки сьогодні заслуговує проект «медіа продукція в класі», який вже охопив 200 державних шкіл в аргентинському Буенос-Айресі. І аналогічний рух розвивається в Бразилії: 250 вчителів ведуть медіа освітні програми з 25 тис. Учнями.
І важливе місце в латиноамериканській медіа освіті відводиться ще й підготовці медіа педагогів, яка йде в декількох університетах південноамериканського континенту і, зокрема, в Бразилії.

## Тенденції та перспективи розвитку медіа
В останні десятиліття Бразилія безперервно проводить економічні реформи. Ще військові уряди прагнули вивести країну в число світових лідерів. В цілому, перетворення Бразилії з країни третього світу в розвинену країну поступово відбувається, що супроводжується досить високими темпами зростання добробуту населення.
І показово, наприклад, що за період з 1999 по 2005 рік ВВП Бразилії виріс більш ніж на 48%. Причому, зростання рекламного і медіаринку відбувався випереджаючими темпами. Так, вирішальний внесок у розвиток економіки в цілому, за оцінками експертів, нарівні з виробництвом сталі, автомобілебудуванням і нафтохімічною промисловістю вносить саме сфера послуг, куди і входить журналістика.
Крім того, в Бразилії сьогодні спостерігається активний рух до інформаційного суспільства: швидко розвиваються телекомунікації, Інтернет, поступово впроваджується цифрове телебачення, а ось аналогове мовлення планували повністю припинити з 2016 року. Проте, бразильське суспільство все ще противиться всеосяжного процесу глобалізації. На бразильський медіаринок досить складно прорватися іноземному капіталу. Тут правлять місцеві корпорації-гіганти.
ТБ в цій країні займає дві-третини ринку. Він також є найважливішим рекламоносієм. Очевидно, в найближчому майбутньому Бразилія залишиться «країною ТБ (і« мильних опер »)», так як цей вид ЗМІ тут має свою традиційну значимість. Особливо про це подбає незаперечний лідер Globo. Причому, платне ТБ - активно розвиває сегмент ринку. В основному воно росте за рахунок пакетів (з однієї розетки). Про можливий вихід платного ТБ на медіаринок Бразилії говорив в 2010 році французький оператор Vivendi (Universal Music, лінії зв'язку у Франції і Марокко), який нещодавно купив оператора зв'язку GVT.
Преса, незважаючи на розвиток Інтернету та нових технологій, продовжує відігравати важливу роль. Але читання газет і журналів залишається елементом життя вищого шару (утвореного і заможного, особливо чоловіків). Позитивна тенденція тут - поступове зростання грамотності населення. Особливо це стає можливим через те, що в останні роки стрімко розвиваються безкоштовні газети типу Metro. І ще росте поширення преси в торгових мережах.
Ключовими моментами в розвитку друкованої преси все частіше є: пошук нових маркетингових моделей просування (як спонсорство і піар) і форматів, мультимедійна комунікація (папір, Інтернет, мобільні телефони і гаджети, заходи), сегментація видань, зростання і популярність преси в регіонах, враховуючи історично сильну тенденцію до урбанізації в країні.
Частка радіо тим часом залишається досить стабільною на медіаринку (на рівні 4-5%). Активно розвивається цифрове мовлення, і експерти вважають це, поряд з розвитком мереж і технологій, основною тенденцією сьогодення і найближчих років. Адже цифровізація дозволить одній радіостанції одночасно пропонувати до трьох варіантів ефіру. І цей процес вже йде.
Також важливо відзначити, що перспективним в бразильській Медіа системи та динамічним рекламоносієм зараз є кіно (кінотеатри) і індустрія розваг. Незабаром цей сегмент може розраховувати на солідну частку на ринку.
І ще Інтернет (соціальні медіа, мобільні додатки та інші онлайн-сервіси) набирають небувалу популярність в Бразилії. Так, як зазначено вище, найбільший інтерес у бразильців викликають цивільні (альтернативні) ЗМІ, новий жанр «новинні гри» і так званий незалежний цифровий ньюсрум.
Відомо, що Бразилія взагалі є основним споживачем трафіку латиноамериканського інтернету. 72,3% всіх користувачів в Латинській Америці складають жителі Бразилії. А відразу дві модні соціальні мережі Twitter (22,4%) і Facebook (23,2%) отримали найвищі показники міжнародного інтернет трафіку саме в Бразилії. Уже в 2009 році країна показала 50% зростання Інтернет користувачів в соціальні мережі і блогосферу, і це найбільші показники зростання в світі. За обсягом споживаного інтернет трафіку Бразилія увійшла в першу п'ятірку світових лідерів, обійшовши традиційно «комп'ютерні країни» як Німеччина та Велика Британія. Бразильський Інтернет ринок займає за величиною дев'яте місце і вважається найбільш швидкозростаючим ринком в світі.
Отже, ця латиноамериканська країна надає великі можливості для подальшого розвитку глобального ринку, можливості для залучення споживачів в соціальні ринкові мережі і, відповідно, для інвестицій. При цьому і традиційні медіа точно не постраждають.